# دافيد ويليامز
دافيد ريس ويليامز (من مواليد 16 مايو 1954) هو طبيب كندي، وخطيب عام، ورئيس تنفيذي، ومؤلف، ورائد فضاء متقاعد من وكالة الفضاء الكندية، حائز على وسام كندا، ووسام أونتاريو، وعضو في كلية أطباء الأسرة في كندا، والكلية الملكية للأطباء والجراحين، وكلية الأطباء الملكية. كان ويليامز أخصائي إحدى مهمتين للمكوك الفضائي. كانت أول رحلة فضائية له، إس تي إس-90 في عام 1998، وهي مهمة لمدة 16 يومًا على متن مكوك الفضاء كولومبيا مكرسة لأبحاث العلوم العصبية. طارت رحلته الثانية، إس تي إس-118 في أغسطس 2007، بواسطة مكوك الفضاء إنديفور إلى محطة الفضاء الدولية. خلال تلك المهمة، نفذ ثلاث عمليات سير في الفضاء مسجلًا بذلك رقمًا قياسيًا كنديًا، وأصبح ثالث كندي يسير في الفضاء. كانت مدة عمليات السير في الفضاء مجتمعة 17 ساعة و47 دقيقة.
في عام 1998، أصبح وليامز أول شخص غير أميركي يشغل منصبًا إداريًا رفيعًا في وكالة ناسا، عندما شغل منصب مدير إدارة علوم الفضاء والحياة في مركز جونسون للفضاء، ونائب المدير المساعد لمكتب الرحلات الفضائية في مقر ناسا.

## التعليم
تعلم في جامعة مكغيل، وجامعة تورنتو.

## حياته المهنية كرائد فضاء

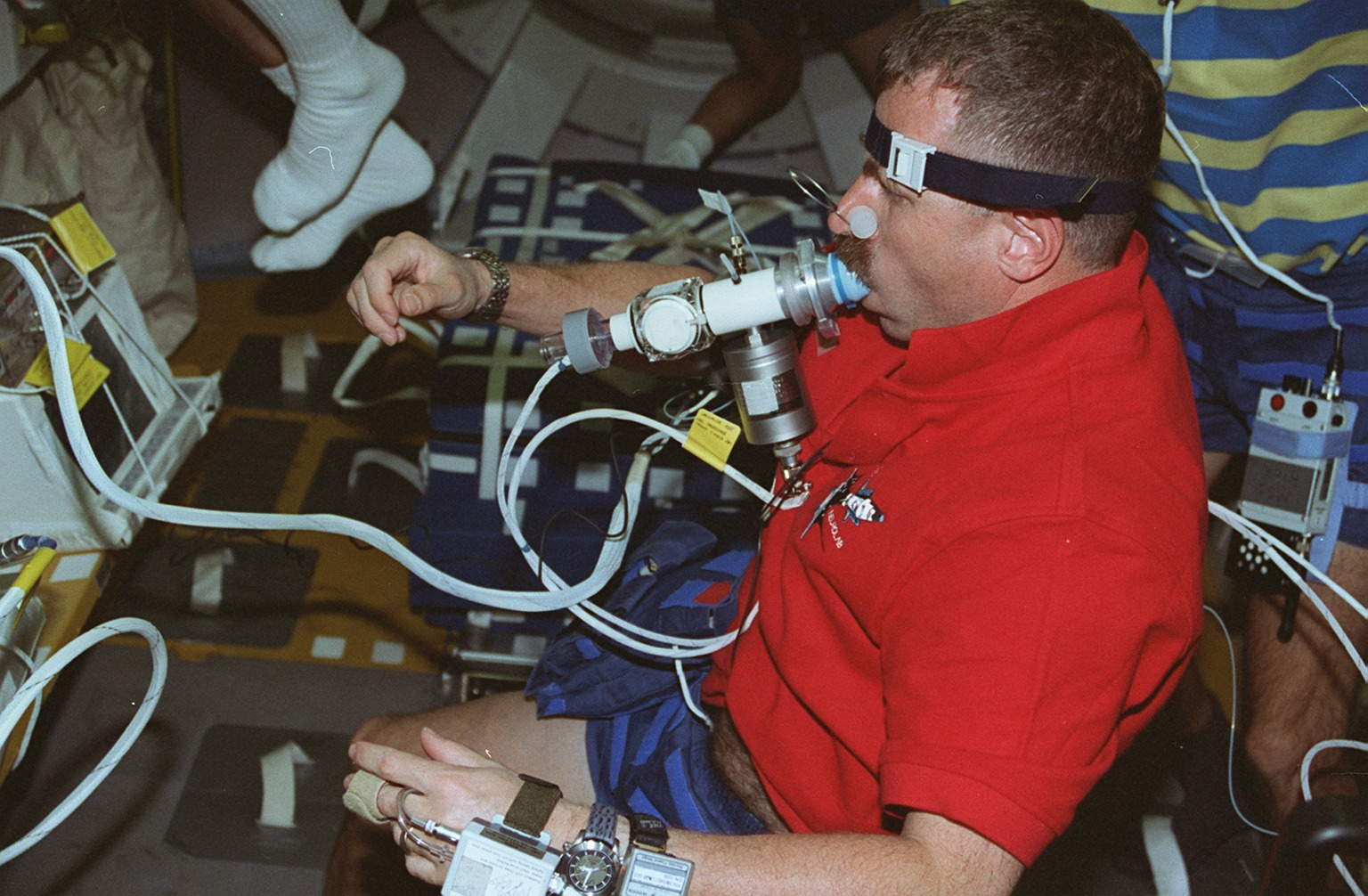
رائد الفضاء دافيد (ديف) ويليامز يخضع لاختبار وظائف الرئة

اختير ويليامز من قبل وكالة الفضاء الكندية في يونيو 1992. أكمل التدريب الأساسي، وفي مايو 1993 عُين مديرًا لمجموعة المهمات وطب الفضاء ضمن برنامج رواد الفضاء. تضمنت مهامه الإضافية الإشراف على تنفيذ أنشطة طب الفضاء العملياتية ضمن برنامج رواد الفضاء، وتنسيق مشروع محاكاة الحياة في وحدة الفضاء الخاصة ببرنامج رواد الفضاء الكندي. في فبراير 1994 شارك في محاكاة مهمة فضائية استغرقت 7 أيام. خلال مشروع محاكاة الحياة لوحدة الفضاء الخاصة ببرنامج رواد الفضاء الكندي، كان الباحث الرئيسي في دراسة لتقييم التدريب الأولي، ومهارات الإنعاش والاحتفاظ بها من قبل رواد الفضاء غير الطبيين. عُين أيضًا كأحد أفراد الطاقم وعمل كضابط طبي للطاقم. أعلن تقاعده كرائد فضاء في 29 فبراير 2008، والذي نُفذ من 1 مارس 2008.

### خبرته في ناسا
في يناير 1995، اختير وليامز للانضمام إلى الفئة الدولية من المرشحين المتخصصين في مهمات ناسا في عام 1995. قدم تقريرًا إلى مركز جونسون للفضاء في مارس 1995 وأكمل التدريب والتقييم في مايو 1996. عند الانتهاء من التدريب الأساسي، كُلف بالعمل في المسائل الفنية لفرع الحمولات/السكن في مكتب رواد الفضاء.
منذ يوليو 1998 وحتى نوفمبر 2002، عمل ويليامز كمدير لمديرية علوم الفضاء والحياة مع مسؤوليته عن البحث في علوم الفضاء الفيزيائية والطبية الحيوية في مركز جونسون للفضاء. وبهذا التعيين، أصبح أول غير أمريكي يشغل منصبًا إداريًا رفيعًا في وكالة ناسا. كانت السلامة الطبية للطاقم بشكل عام أحد اهتماماته الرئيسية، بالإضافة إلى العمليات الطبية للطيران والصحة المهنية والبيئية لمركز جونسون للفضاء. كانت برامجه موجهة نحو حماية رواد الفضاء من مخاطر البيئة الفضائية، بما في ذلك الإشعاع الفضائي والجاذبية الصغرى، بالإضافة إلى الحفاظ على سلامتهم الطبية، والجسدية، والنفسية أثناء التحليق والعودة إلى الأرض. كانت مسؤولياته الإشرافية الأخرى في مجالات التطبيب عن بعد، وثقافة الأنسجة ثلاثية الأبعاد/التجديد في الجاذبية الصغرى، والإدارة التنظيمية للمواد في الفضاء الخارجي، وتأهيل البشر لرحلات فضائية طويلة جدًا وضمان عودتهم الآمنة إلى الأرض.
عمل ويليامز كرائد بحار في أول طاقم في مختبر أكواريوس تحت الماء في أكتوبر 2001 في عمليات مهمة البيئة القصوى (نيمو) التابع لناسا. خلال هذه المهمة، كان سعيدًا بمصافحة مستكشف ما تحت الماء الكندي جو ماكينيس. كان من المقرر في الأصل أن يتولى ويليامز قيادة نيمو 7 في أكتوبر 2004، ولكن حل محله عضو طاقم احتياطي وزميله رائد فضاء وكالة الفضاء الكندية روبرت ثيرسك بسبب خضوع ويليامز لمراجعة مشكلة طبية مؤقتة. في أبريل 2006 قاد ويليامز مهمة نيمو 9. خلال هذه المهمة التي استغرقت ثمانية عشر يومًا، طور الطاقم المكون من ستة أفراد إجراءات استكشاف سطح القمر وتطبيقات تكنولوجيا الطب عن بُعد.

## ريادة الفضاء
شارك في المهمات الفضائية:
- STS-90
- STS-118.